# وادي المرن (إقليم فرنسي)
وادي المَرن أو فال دي مارن (بالفرنسية: Val-de-Marne): هو إقليم فرنسي تابع لمنطقة إيل دي فرانس . تمت تسمية الإقليم من نهر مرن . عدد سكانه 1298340 نسمة .

تعليق

## معرض صور

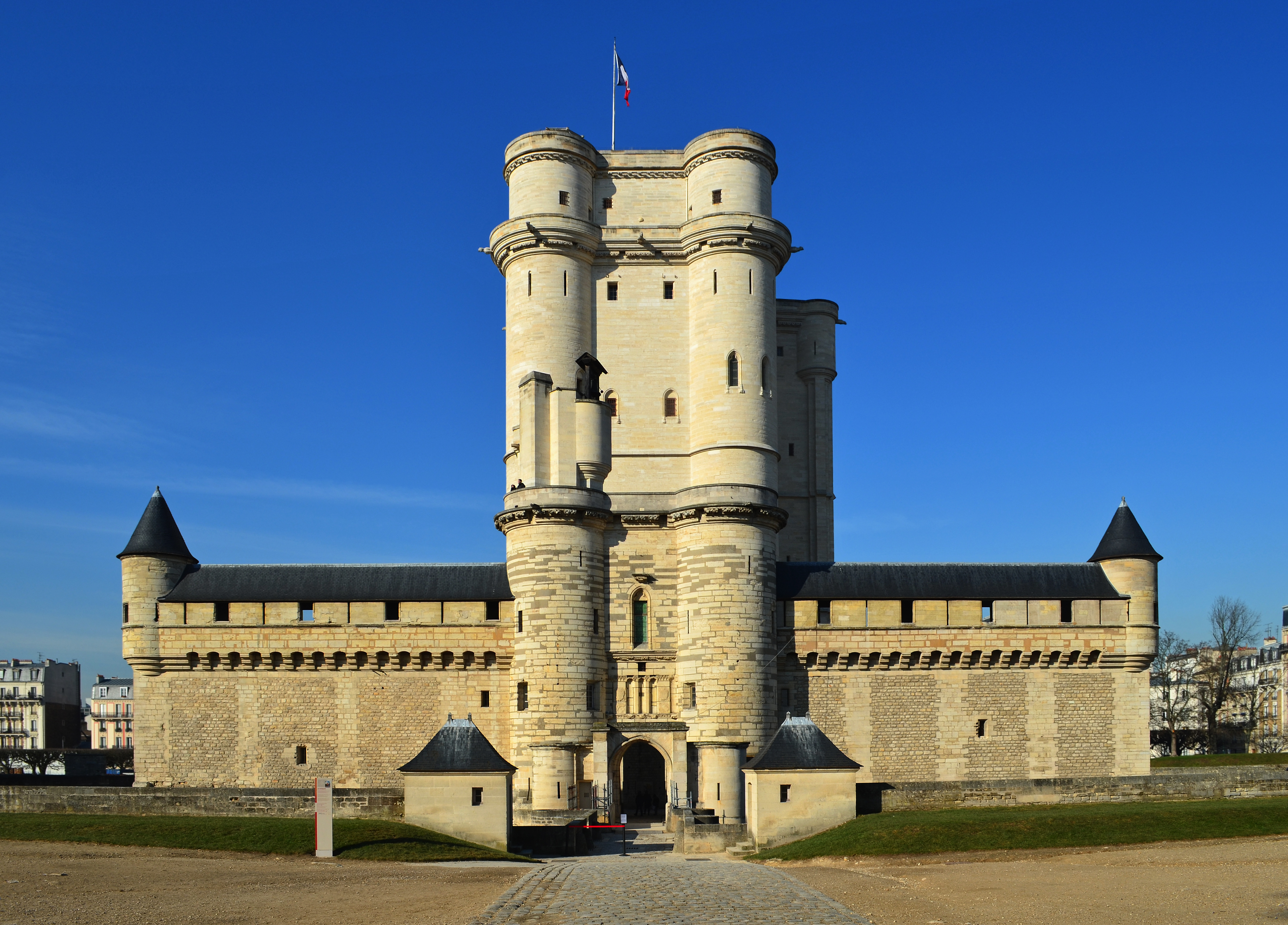
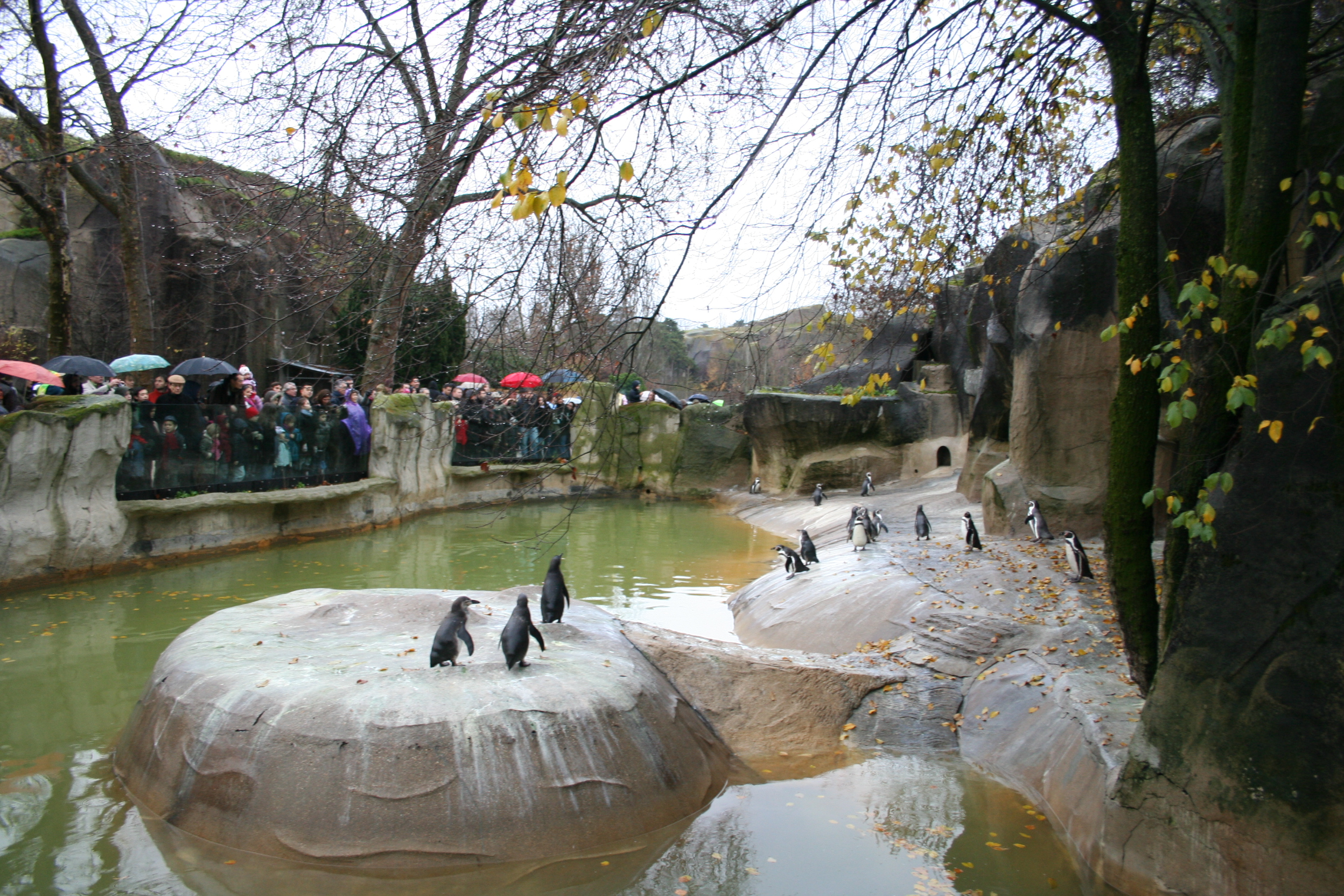
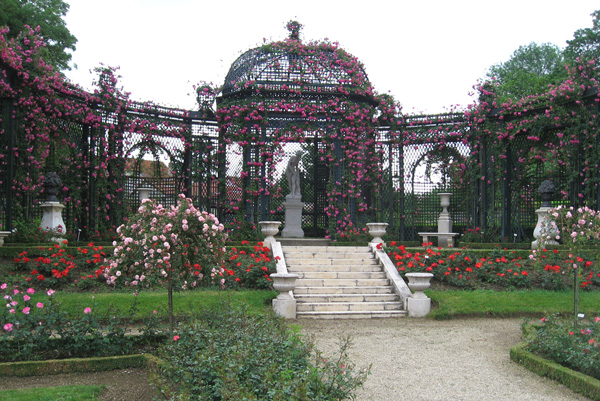
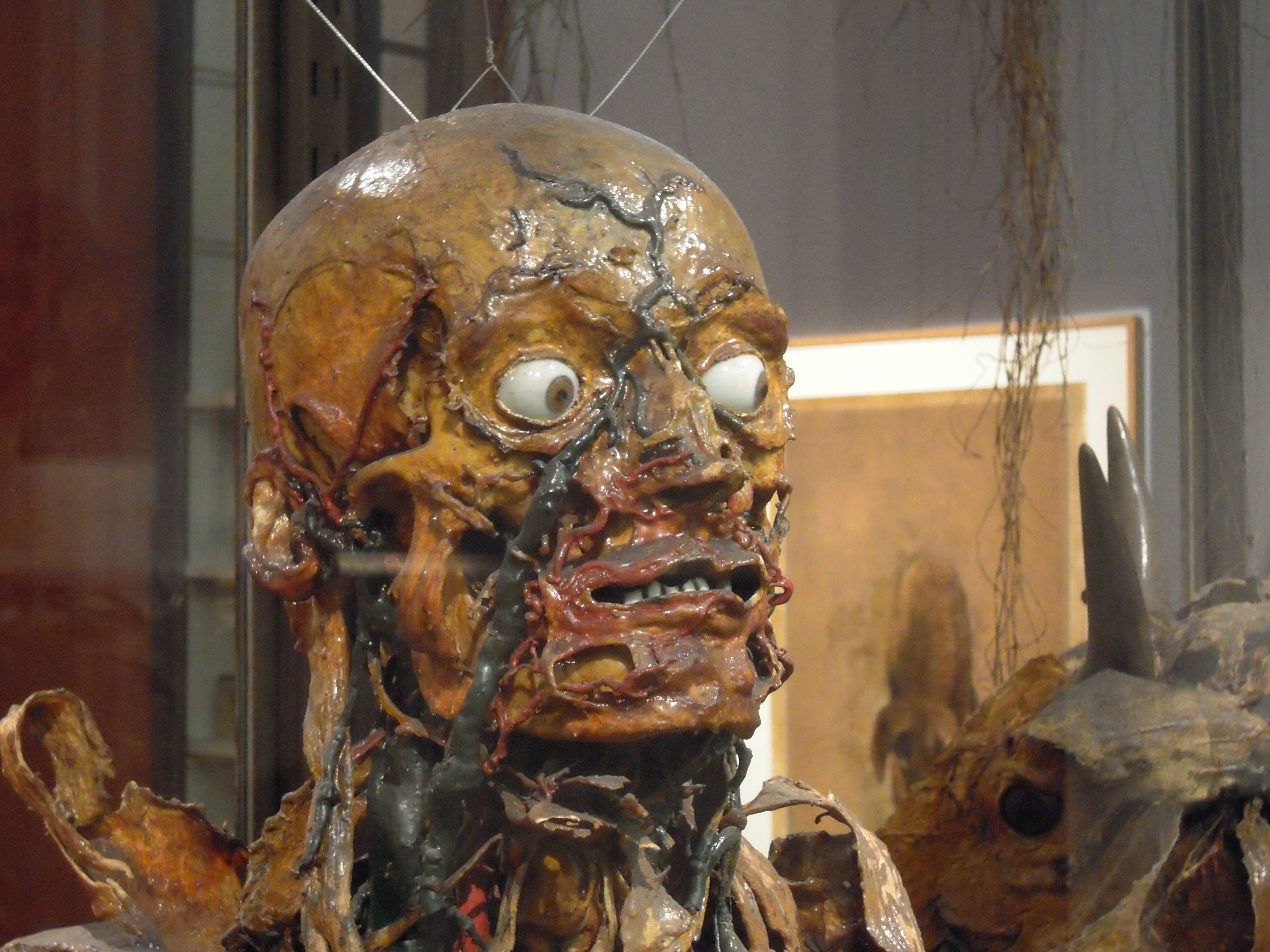
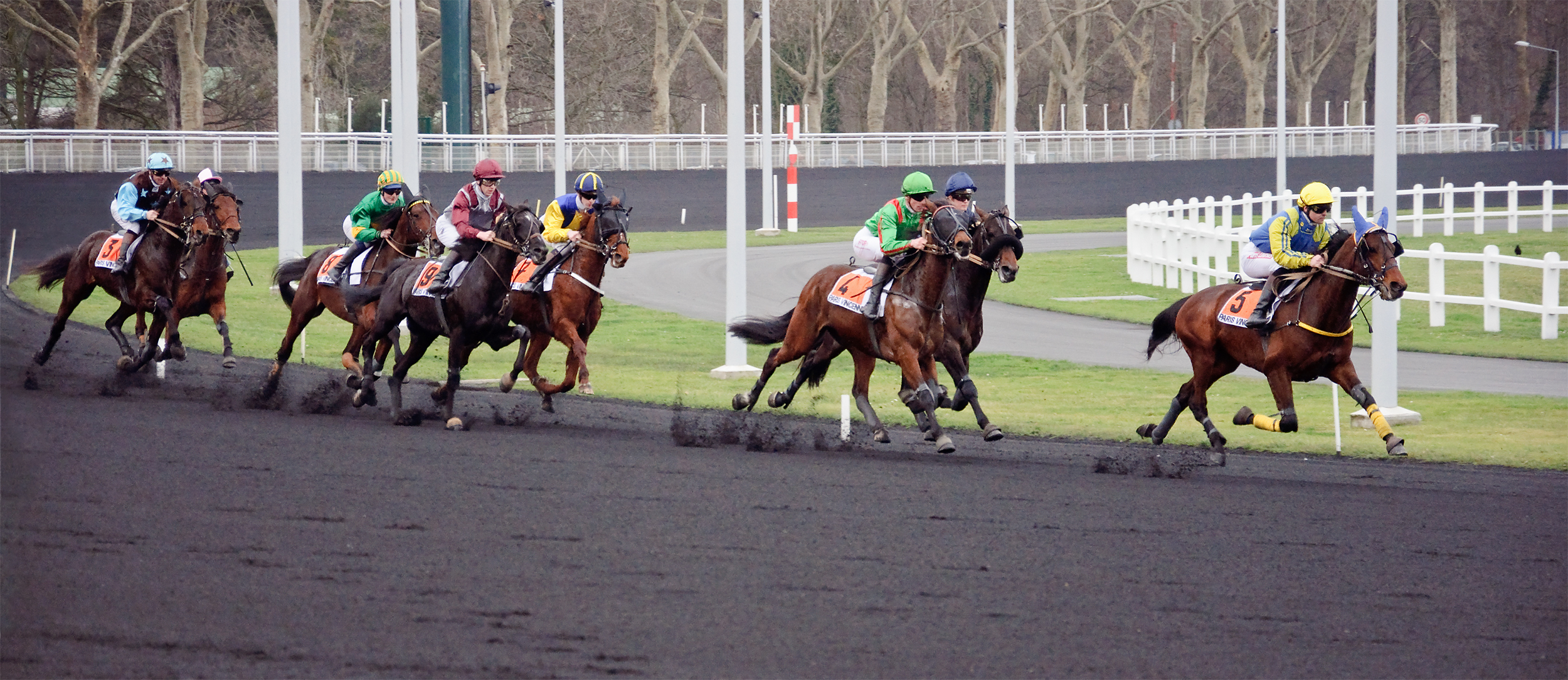